# Lenny Joseph
Lenny Joseph (* 12. Oktober 2000 in Paris) ist ein französischer Fußballspieler.

## Karriere

### Verein
Joseph begann seine fußballerische Laufbahn bei Paris Saint-Germain und Montferrand, ehe er zum CO Le Puy wechselte, für den er in der Saison 2018/19 einmal in der National 2 spielte. Im Sommer 2019 wechselte er in die zweite Mannschaft der US Boulogne. Dort kam er in der National 3 zu einem Tor in zwölf Ligaspielen. Nach der Saison wechselte er zurück zu Le Puy und spielte 2020/21 viermal, wobei er zwei Tore schoss. Im Sommer 2021 wechselte er zum Erstligisten FC Metz, wo er einen Drei-Jahres-Vertrag erhielt. Sein Profidebüt gab er am 8. August 2021 (1. Spieltag) bei einem 3:3-Unentschieden gegen den OSC Lille, nach Einwechslung für Ibrahima Niane. Im Sommer 2023 verließ der Franzose Metz und schloss sich Grenoble Foot an.